# Roswell (Georgia)
Roswell is een plaats (city) in de Amerikaanse staat Georgia, en valt bestuurlijk gezien onder Fulton County.

## Demografie
Bij de volkstelling in 2000 werd het aantal inwoners vastgesteld op 79.334.
In 2006 is het aantal inwoners door het United States Census Bureau geschat op 87.802, een stijging van 8468 (10.7%).

## Geografie
Volgens het United States Census Bureau beslaat de plaats een oppervlakte van
100,0 km², waarvan 98,5 km² land en 1,5 km² water. Roswell ligt op ongeveer 342 m boven zeeniveau.

## Plaatsen in de nabije omgeving
De onderstaande figuur toont nabijgelegen plaatsen in een straal van 16 km rond Roswell.